# Familia Gambino
Familia Gambino (pronunție în italiană [ɡamˈbiːno]) este una dintre cele cinci familii care formează mafia americană din New York, Statele Unite și care domină lumea interlopă. Grupul, care a fost condus de cinci șefi între 1910 și 1957, este denumit după numele lui Carlo Gambino, capul familiei în perioada audierilor Valachi din 1963 când structura mafiei intră pentru prima dată în atenția publicului și a mass-mediei. Operațiunile familiei sunt desfășurate în New York și pe coasta de est a Californiei. Activitățile ilegale includ extorsiune, pariuri, cămătărie, spălare de bani, prostituție, fraudă, deturnarea⁠(d) și fencing⁠(d).
Familia a fost una dintre cele cinci familii care au fost înființate în New York după războiul Castellammarese din 1931. Timp de un sfert de secol, aceasta a rămas în umbra celorlalte familii în materie de crimă organizată. Situația s-a schimbat sub conducerea subșefului Albert Anastasia care a devenit cunoscut ca lider al organizației Murder, Inc.. Acesta a rămas la conducere după eliminarea Murder, Inc. spre finalul anilor 1940 și a preluat titlul de don al familiei în 1951 - conform mărturiilor, după uciderea fondatorului Vincent Mangano - devenită în acel moment familia Anastasia.
Ascensiunea familiei în lumea interlopă din Statele Unite a început în 1957 când Anastasia a fost asasinat în timp ce aștepta să fie bărbierit la Hotelul Park Sheraton din Manhattan. Potrivit experților, subșeful acestuia - Carlo Gambino - a orchestrat eliminarea cu scopul de a prelua conducerea familiei. Gambino a stabilit un parteneriat cu gangsterul Meyer Lansky pentru a controla afacerile cu jocuri de noroc desfășurate în Cuba. Averea familiei Gambino a crescut până în 1976 când Carlo îl numește pe cumnatul său Paul Castellano don la moartea sa. Castellano a intrat în conflictul cu John Gotti, caporegime la vremea respectivă, iar acesta a planificat asasinarea sa din 1985. Gotti, care preia controlul familiei pentru o perioadă, pierde puterea începând din 1992 când Sammy the Bull decide să coopereze cu Biroul Federal de Investigații. Mărturiile lui Gravano l-au doborât pe Gotti și alți membri importanți ai familiei Gambino. Începând din 2015, familia a fost condusă de Frank Cali până la asasinarea sa în fața casei sale din Staten Island pe 13 martie 2019.